# رودخانه بیک (اوکراین)
رودخانه بیک (اوکراین) (به انگلیسی: Byk River) رودخانه‌ای است که در اوکراین جریان دارد.